# Bondo (Itàlia)
Bondo és un antic municipi italià, dins de la província de Trento. L'any 2007 tenia 680 habitants. Limitava amb els municipis de Bolbeno, Breguzzo, Roncone, Tione di Trento i Zuclo.
L'1 de gener 2016 es va fusionar amb els municipis de Breguzzo, Lardaro i Roncone creant així el nou municipi de Sella Giudicarie, del qual actualment és una frazione.

## Administració
| Període | Identitat        | Partit        |
| ------- | ---------------- | ------------- |
| 2005-   | Giuseppe Bonenti | Llista cívica |